# توزیع ثروت

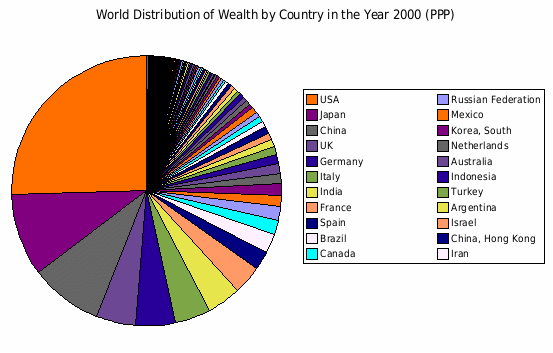
برابری قدرت خرید بر پایه کشور

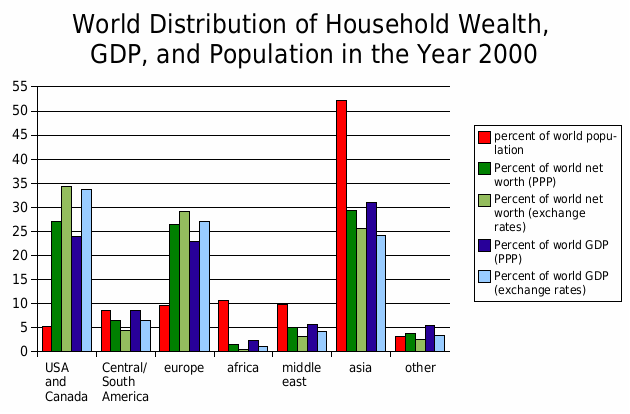

توزیع ثروت، در یکی از مباحث قدیمی اقتصاد سیاسی از اهمیتی اساسی برخوردار است. منظور این است که درآمد حاصل از تولید چگونه میان عوامل تولید تقسیم می‌گردد یا هر یک از بخش‌های اقتصادی چه میزان سهم می‌برند. توزیع نابرابر عوامل تولید طبعاً باعث توزیع نامناسب درآمد نیز خواهد شد. بنابراین باید قبل از تولید به منظور عادلانه کردن توزیع درآمد عوامل تولید به صورت عادلانه و برابر میان افراد و بنگاهای اقتصادی مختلف توزیع گردد. روش‌های مختلفی برای اندازه‌گیری میزان توزیع درآمد موجود است که از آنجمله:
- توزیع درآمد برحسب ابعاد
- توزیع درآمد مبتنی برعوامل تولید
- توزیع مقداری درآمد.
- توزیع درآمد از طریق منحنی لورنز
- ضرایب جینی و مقیاس‌های نابرابری درآمد

بنابر برخی از نظریات اقتصادی توزیع نابرابر درآمد یکی از شروط اصلی رشد اقتصادی می‌باشد و دلیلشان هم این است که نیازهای قشر پایین اجتماع اشباع شدنی نیست و چنانچه توزیع درآمد برابر باشد قشرهای پایین تمامی درآمد خود را صرف خرید کالا می‌کنند در صورتی که قشرهای بالا نیازهای اولیه خود را برطرف نموده و مازاد درآمدشان را پس انداز مینمایند. چنانچه توزیع درآمد نابرابر باشد رشد اقتصادی تسریع می‌گردد. اما مخالفان این نظریه می‌گویند که:
اول؛ تجربه در کشورهای توسعه نیافته نشان داده‌است که ثروتمندان این جوامع اضافه درآمد خود را به جای پس انداز نمودن صرف خرید کالاهای تجملاتی و لوکس می‌کنند.
دوم؛ درآمد کم فقرا باعث ضعف جسمانی و کاهش بهره وری کاری ایشان می‌گردد و این خود باعث کاهش میزان تولید و در نتیجه کاهش درآمد ملی می‌شود.
سوم؛ افزایش درآمد فقرا باعث افزایش تقاضا برای کالاهای ضروری ساخت داخل می‌گردد که این امر به نوبه خود باعث افزایش اشتغال و تولید می‌گردد. 
چهارم؛ توزیع برابر درآمد باعث افزایش انگیزه‌های روانی افراد برای مشارکت در توسعه اقتصادی می‌شود و دولت می‌تواند از چهار راه برای توزیع مناسب درآمد اقدام کند:
- تغییر توزیع درآمد مبتنی بر عوامل تولید که از طریق تغییر قیمت‌های نسبی عوامل تولید ایجاد می‌شود.
- تعدیل توزیع مقداری درآمد از طریق توزیع مجدد دارایی‌ها.
- کاهش توزیع مقداری درآمد در سطوح بالا که از طریق وضع مالیات‌های تصاعدی بردرآمد و ثروت بدست می‌آید.
- افزایش توزیع مقداری درآمد در سطوح پایین اجتماع از طریق پرداخت‌های انتقالی به صورت مستقیم یا تأمین

کالاهای ضروری و خدمات اساسی.
یکی از موضوعات مهم مطرح در علم اقتصاد توزیع درآمد است، که از طریق اقتصاد اثباتی و اقتصاد هنجاری مورد بررسی قرار می‌گیرد.
در دیدگاه اقتصاد هنجاری، مفهوم و اهداف توزیع درآمد مورد بررسی قرار می‌گیرد مثلاً در برخی نظریات هدف توزیع درآمد را ثبات سیاسی و رضایت مردم از دولت می‌دانند بخصوص این در نظریات توزیع ارسطو مشاهده می‌شود، و برخی توزیع مناسب را به جهت برقراری عدالت ضروری می‌دانند. از نظریات عدالت برداشت می‌شود که برابری حسابی درآمدها به مفهوم عدالت نیست بلکه درآمدها باید بر اساس استحقاق افراد توزیع گردند، که مبنای استحقاق بر اساس دیدگاه‌های مختلف فلسفی باهم متفاوت اند، مثلاً مبنای استحقاق در اقتصاد نئوکلاسیکی تولید نهایی (سهم داشتن در تولید)است. برخی از اقتصاددانان رفاه، توزیع برابر درآمد را با توجه به هدف حداکثر کردن رفاه اجتماعی و قانون مطلوبیت نزولی الزامی می‌دانند.
اقتصاد اثباتی توزیع درآمد را با شاخص‌های نابرابری بررسی می‌کند در این بررسی از شاخص‌های اثباتی و هنجاری و شاخص‌های پارامتریک و ناپارامتریک استفاده می‌شود. مثلاً شاخص جینی که از منحنی لورنز به دست می‌آید و ضریب تمرکز یا شاخص تمرکز هرفیندال هریشمن همگی شاخص‌های ناپارامتریک توزیع درآمد هستند و شاخص‌های اتکینسون شاخص دالتون شاخص‌های پارامتریک یا برمبنای تئوری هستند.

## اثر سیاست‌های تعدیل بر فقر و توزیع درآمد[۱]
نتایج شبیه‌سازی حاکی از آن است که:
- ۱- سیاست کاهش ارزش پول ملی بیشترین و سیاست افزایش مخارج دولت کمترین تأثیر را بر گسترش فقر و نابرابری دارد.
- ۲- تأخیر در اجرای سیاست‌های تعدیل، باعث افزایش کمتر نابرابری درآمد می‌گردد و سیاست‌های جاری دولت نسبت به اهداف برنامه، تأثیر کمتری بر افزایش نابرابری درآمد دارد.
- ۳- شاخص نسبت افراد فقیر و شکاف درآمدی نشان می‌دهد که تأخیر در اجرای سیاست‌های تعدیل در مقایسه با اجرای اهداف برنامه، به رغم بهبود در نابرابری توزیع درآمد، فقر را گسترش می‌دهد و اگر اهداف برنامه به‌طور کامل اجرا می‌شد، فقر بیشتر از زمان اجرای سیاست‌های جاری گسترش می یافت.
- ۴- شاخص‌های سن و فوستر، گریر، توربک به دلیل اینکه اثر توزیع درآمد و فقر را به‌طور هم‌زمان در نظر می‌گیرد، نشان می‌دهد که سیاست‌های جاری دولت نسبت به سیاست‌های برنامه تأثیر کمتری بر افزایش فقر دارد. تأخیر در اجرای سیاست‌های برنامه، باعث کاهش فقر می‌شود